# Dardo Rocha
Dardo Rocha (Buenos Aires, 1 september 1838 – Buenos Aires, 6 september 1921) was een Argentijnse politicus, soldaat en journalist.

## Biografie
Rocha studeerde in 1855 het eerste jaar filosofie bij zijn verre oom Miguel Francisco de Villegas, die later zijn zwager zou worden. In 1856 werd hij benoemd tot eerste werknemer van de openbare bibliotheek van Buenos Aires. Hij begon zijn literaire uitstapje in 1857 met een kort biografisch essay over Bernardino Rivadavia.
Van 1881 tot 1884 was hij president van de provincie Buenos Aires. Tijdens zijn ambtsperiode werd de stad La Plata gesticht als nieuwe provinciehoofdstad, gebaseerd op de ontwerpen van Jules Verne.
- Biblioteca Nacional de España: XX1534743
- Bibliothèque nationale de France: cb121001644 (data)
- Catàleg d'autoritats de noms i títols de Catalunya: 981058513292406706
- Gemeinsame Normdatei: 133543056
- International Standard Name Identifier: 0000 0000 6305 7339
- Library of Congress Control Number: nr89001754
- Nederlandse Thesaurus van Auteursnamen: 213315726
- Système universitaire de documentation: 035019824
- Virtual International Authority File: 56638934
- WorldCat: E39PBJm99hht844WjbjFdgdhHC